# Spread
Spread is een Amerikaanse komedie-drama uit 2009. De film werd geregisseerd door David Mackenzie met Ashton Kutcher in de titelrol. Kutcher trad eveneens op als producent. De film werd volledig opgenomen in Los Angeles, waar het verhaal zich ook afspeelt.
Spread werd op gematigd negatieve kritieken onthaald. Op de beoordelingswebsite Rotten Tomatoes haalt hij 21%, op Metacritic 43% en op IMDB 58%. De film bracht wereldwijd ruim acht miljoen euro op aan de bioscoopkassa's, waarvan slechts 180 duizend euro in de VS zelf.

## Verhaal
Nikki is een werk- en dakloze jongeman in Los Angeles die zijn uiterlijk gebruikt om rijke vrouwen te verleiden om dan bij hen in te trekken en van ze te profiteren in ruil voor seks. Alzo ontmoet hij op een feestje Samantha en gaat hij in haar peperdure villa wonen.
Dan ontmoet hij in een taverne dienster Heather. Hij probeert haar te verleiden, maar zijn charmes werken niet bij haar. Uiteindelijk komt ze toch tot Samantha's huis, waar ze samen de nacht doorbrengen, maar 's ochtends blijkt dat ze enkel kwam vanwege het huis. Ze kiest rijke mannen uit, verleidt ze, trekt bij hen in en profiteert van ze.
Nikki is echter verliefd op haar en denkt niet meer aan Samantha, die hem dan maar op straat zet. Hij kan nergens terecht en verzeilt uiteindelijk bij Heather, die samen met een vriendin een huis deelt. Ze slapen wel samen, maar Heather is inmiddels ook verloofd met een rijke man uit New York. Als ze naar hem is getrokken overtuigt Eva, haar huisgenote, Nikki om haar achterna te gaan. In New York blijkt echter dat Heather inmiddels in getrouwd en ze wijst Nikki af omdat hij geen cent bezit en ze niet zonder haar luxeleventje kan.
Nikki keert terug naar Los Angeles en gooit zijn leven om. Hij gaat bij zijn vriend Harry wonen en gaat boodschappen aan huis bezorgen. Op een middag ziet hij in die hoedanigheid Samantha terug, die inmiddels al een nieuwe toyboy in huis heeft genomen.

## Rolverdeling
- Ashton Kutcher als Nikki, de protagonist.
- Anne Heche als Samantha, de rijke vrouw bij wie Nikki intrekt.
- Margarita Levieva als Heather, Nikki's vrouwelijke tegenhanger op wie hij verliefd wordt.
- Sebastian Stan als Harry, vriend van Nikki.
- Ashley Johnson als Eva, Heathers huisgenote.
- Rachel Blanchard als Emily, vriendin en ex-liefje van Nikki.
- Sonia Rockwell als Christina, de jonge blonde cheerleader.